# Inačica (softver)
Softverska inačica je zapravo proces kojim se dodjeljuje jedinstveni broj inačice ili jedinstveno ime za određen stupanj razvijenosti računalnog softvera. Inačice se numerira prema rastućem nizu, što odgovara većoj razvijenosti softvera. Na finim razinama se često sprovodi sustav kontrole inačica da bi se pratilo rastuće različite inačice elektronske informacije, bilo da je ta informacija računalni softver ili ne.